# Franco Gasparri
Pour les articles homonymes, voir Gaspari.
Franco Gasparri, né Gianfranco Gasparri le 31 octobre 1948 à Senigallia dans la région des Marches et mort le 28 mars 1999, est un acteur italien.

## Biographie
Franco Gasparri naît à Senigallia dans la région des Marches en 1948. Il est le fils de Rodolfo Gasparri, un peintre et affichiste qui a réalisé plusieurs affiches de films italiens au cours des années 1960 et 1970 dans son atelier installé dans la ville de Rome, où le jeune Franco grandit. Enfant, il débute au cinéma comme acteur de soutien en 1961 dans le péplum Goliath contre les géants (Goliath contro i giganti) de Guido Malatesta, avant de tourner dans deux films de Gianfranco Parolini, Samson contre Hercule (Sansone) et Hercule se déchaîne (La furia di Ercole).
Après son service militaire, sur les conseils de l'acteur Luis La Torre, il perce dans le monde des romans-photos italiens où il apparaît notamment en compagnie des modèles Michela Roc (it), Claudia Rivelli (it), Katiuscia (it) ou Adriana Rame (it) dans des productions de la maison d’édition Lancio (it).
En 1974, il retrouve le cinéma avec l'un des premiers rôles du drame érotique La Proie (La preda) de Domenico Paolella dans lequel il forme avec Micheline Presle un couple en crise et où il courtise sans succès Zeudi Araya. Il incarne l'année suivante le commissaire Mark Terzi dans le néo-polar Un flic voit rouge (Mark il poliziotto) de Stelvio Massi, film qui connaît un important succès à sa sortie durant l'été en Italie, ce qui permet à Massi de réaliser une suite avec Gasparri nommé Marc la gâchette (Mark il poliziotto spara per primo) et qui sort à la fin de l'année. Il est également à l'affiche la même année d'un nouveau drame érotique, La Pécheresse (La peccatrice) de Pier Ludovico Pavoni, dans lequel il courtise à nouveau Zeudi Araya. L'année suivante, il retrouve Massi dans le néo-polar Agent très spécial 44 (Mark colpisce ancora) de Stelvio Massi qui surfe sur le succès des deux films précédents, mais avec un nouveau personnage pour Gasparri. Il retourne ensuite dans le domaine des romans-photos.
En 1980, il est victime d'un accident de moto qui le laisse partiellement paralysé, ce qui l'oblige à mettre fin à sa carrière d'acteur. Il travaille encore comme rédacteur en chef pour des magazines de romans-photos. Il meurt en 1999 à Rome. Marié à Stella Macallé, il a eu deux filles, dont l'actrice Stella Gasparri (it) qui lui consacre le documentaire Un volto tra la folla en 2008.

## Filmographie

### Au cinéma
- 1961 : Goliath contre les géants (Goliath contro i giganti) de Guido Malatesta
- 1961 : Samson contre Hercule (Sansone) de Gianfranco Parolini
- 1962 : Hercule se déchaîne (La furia di Ercole) de Gianfranco Parolini
- 1973 : Ultimatum de Jean Pierre Lefebvre
- 1974 : La Proie (La preda) de Domenico Paolella
- 1975 : Un flic voit rouge (Mark il poliziotto) de Stelvio Massi
- 1975 : Marc la gâchette (Mark il poliziotto spara per primo) de Stelvio Massi
- 1975 : La Pécheresse (La peccatrice) de Pier Ludovico Pavoni
- 1976 : Agent très spécial 44 (Mark colpisce ancora) de Stelvio Massi

## Sources
- (en) Roberto Curti, Italian Crime Filmography, 1968-1980, Jefferson, McFarland, 2013, 330 p. (ISBN 978-0-7864-6976-5, lire en ligne).
- (it) Fulvio Fulvi, Poliziotti senza paura: Stelvio Massi e il cinema d'azione, Plombino, Associazione Culturale Il Foglio, 2010 (ISBN 9788876062780).